# Rona Ambrose
Ronalee "Rona" Ambrose Veitch (Valleyview, 15 de marzo de 1969) es una política canadiense que fue líder interina del Partido Conservador y líder de la oposición entre 2015 y 2017. Fue miembro del Partido Conservador de la Cámara de los Comunes de Sturgeon River — Parkland entre 2015 y 2017, y anteriormente había representado a Edmonton — Spruce Grove de 2004 a 2015.
En su primer mandato como diputada de la oposición, fue la crítica de Asuntos Intergubernamentales del Partido Conservador. Ambrose también se desempeñó como vicepresidente de la Junta del Tesoro y ocupó varios cargos en el gabinete como Ministro de Salud de Canadá, Ministro de Medio Ambiente, Ministro de Asuntos Intergubernamentales, Ministro de Diversificación Económica Occidental, Ministro de Trabajo, Ministro de Obras Públicas y Servicios Gubernamentales. y Ministra de la Condición Jurídica y Social de la Mujer. Fue presidenta del Queen's Privy Council de Canadá. También es ex consultora de comunicación y consultora de políticas públicas para el gobierno de Alberta.

## Biografía
Ambrose nació como Ronalee Chapchuk en Valleyview, Alberta, como la hija de Colleen (de soltera Clark) y James Chapchuk. Creció tanto en Brasil como en el condado de Parkland de Alberta. Además de inglés, también habla portugués y español, pero habla menos francés. Ambrose tiene una licenciatura en estudios de género y de la mujer de la Universidad de Victoria y una maestría en ciencias políticas de la Universidad de Alberta.

## Trayectoria
Ambrose es feminista. Antes de su trabajo en la política federal canadiense, el servicio comunitario de Ambrose incluía su participación en organizaciones que trabajan para poner fin a la violencia contra las mujeres; incluyendo el Status of Women Action Group, el Victoria Sexual Assault and Sexual Abuse Crisis Center, y el Edmonton Women's Shelter. 
Ambrose también se llama a sí misma libertaria y es fanática de las novelas de Ayn Rand como Atlas Shrugged y The Fountainhead. Ella era miembro de la Comisión Trilateral, como se informó en el Georgia Straight de Vancouver, 24 de agosto de 2006. Según la lista de miembros de la Comisión Trilateral de 2018, Ambrose era un miembro actual del grupo norteamericano. Ambrose fue elegido por primera vez como miembro del parlamento en las elecciones federales de 2004 para la conducción recién creada de Edmonton-Spruce Grove en el oeste de Edmonton. El 16 de febrero de 2005, apareció en los titulares tras hacer un comentario en el Parlamento dirigido al ministro de Desarrollo Social Liberal, Ken Dryden, en el que decía: "las mujeres trabajadoras quieren tomar sus propias decisiones, no nEn las elecciones de 2006, Ambrose defendió con éxito su escaño en Edmonton – Spruce Grove con el 66,8% de los votos en la equitación. Luego fue nombrada ministra de Medio Ambiente en el gobierno minoritario del primer ministro Stephen Harper. El nombramiento de Ambrose al gabinete la convirtió en la mujer más joven nombrada al gabinete en ese momento.
El 7 de abril de 2006, Ambrose anunció que Canadá no tenía ninguna posibilidad de cumplir sus objetivos bajo el Protocolo de Kioto y debía establecer metas más realistas para reducir los gases de efecto invernadero. "Mis funcionarios departamentales y los funcionarios del departamento de recursos naturales han indicado que es imposible, imposible que Canadá alcance su objetivo de Kioto. Y permítanme ser claro. He estado interactuando con nuestras contrapartes internacionales durante el último mes, y no estamos el único país que se encuentra en esta situación ”, dijo Ambrose. El 13 de abril de 2006, Ambrose impidió que un científico de Environment Canada, Mark Tushingham, hablara en el lanzamiento de su novela de ciencia ficción, Hotter than Hell, ambientada en un futuro distópico causado por el calentamiento global. El editor y los ambientalistas de Tushingham creían que esto se debía a que el libro no estaba en línea con las opiniones del gobierno sobre el cambio climático, pero el portavoz de Ambrose dijo que el discurso fue anunciado como proveniente de un científico de Environment Canada hablando en calidad oficial y, por lo tanto, fuera de proceso. 
El 25 de abril de 2006, Ambrose expresó su apoyo a la (ahora extinta) Asociación Asia-Pacífico sobre Desarrollo Limpio y Clima como alternativa al Protocolo de Kioto, porque incluye a China e India, dos grandes naciones contaminantes que no están obligadas por el último acuerdo.  La APP tenía objetivos voluntarios de reducción de emisiones y se centró en el desarrollo de soluciones tecnológicas para resolver el cambio climático. En mayo de 2006, Ambrose criticó el fracaso del gobierno liberal anterior a la hora de cumplir con los altos objetivos que habían negociado en Kioto, diciendo: "Tendríamos que sacar todos los camiones y automóviles de la calle, cerrar todos los trenes y aterrizar todos los aviones para llegar al Kioto tiene como objetivo a los liberales negociados para Canadá ". 
En junio de 2006, el descontento de la oposición por las acciones de Ambrose como ministro de Medio Ambiente llevó al NDP y al Bloc Québécois a intentar presentar una moción en el comité medioambiental de los Comunes pidiendo su dimisión. La moción fue bloqueada con la ayuda de los liberales después de que los conservadores dijeron que la moción sería una moción de confianza, que si se aprueba desencadenaría una elección en el otoño de 2006. En agosto de 2006 declaró: "Celebro el compromiso de Columbia Británica de preservar y aumentar la población de búhos moteados del norte ... En mi opinión, dadas las medidas que están tomando, como detener la tala en áreas actualmente ocupadas por el búhos, no existe una amenaza inminente para la supervivencia o recuperación del búho manchado del norte en este momento ".
El 19 de octubre de 2006, Ambrose presentó una Ley de Aire Limpio que tenía como objetivo reducir el nivel de emisiones de gases de efecto invernadero a partir de 2020, reduciéndolas a aproximadamente la mitad de los niveles de 2003 para 2050. También introdujo otras regulaciones para industrias y vehículos. así como una posible cooperación entre el gobierno federal y las provincias para crear un sistema que reportara las emisiones atmosféricas. En una entrevista con los medios de comunicación, Ambrose negó que el gobierno conservador se hubiera retirado del Protocolo de Kioto a pesar de su anterior oposición al mismo. Sin embargo, las industrias tendrán hasta 2010 antes de que se espere que reduzcan las emisiones, y el gobierno no tendrá objetivos finales (y voluntarios) listos hasta 2020. Las compañías petroleras tendrán que reducir las emisiones por barril, reducción proporcional a la base de producción . 
Ambrose asistió a la Conferencia de las Naciones Unidas sobre el Cambio Climático en noviembre de 2006 en Nairobi, Kenia. Unas semanas antes de que Ambrose fuera sacado de la cartera de medio ambiente, le dijo a un comité parlamentario que Canadá había pagado sus deudas bajo el Protocolo de Kioto solo para que un funcionario de Medio Ambiente de Canadá señalara que el proyecto de ley aún no estaba pagado.ecesitamos que los viejos blancos nos digan qué hacer", en referencia al plan nacional liberal de cuidado infantil.